# Кинетическая индуктивность
Кинетическая индуктивность характеризует вклад в энергию электрического тока за счет кинетической энергии носителей тока, в дополнение к энергии магнитного поля (которая характеризуется магнитной или геометрической индуктивностью)
{\displaystyle F_{k}=\int n{\frac {mv^{2}}{2}}dV={\frac {L_{K}I^{2}}{2}}},
где интеграл берется по объёму проводника, n, m, v — концентрация, масса и скорость носителей тока, I — полный ток в проводнике.
Как правило, кинетической индуктивностью можно пренебречь по сравнению с обычной, из-за малости кинетической энергии электронов по сравнению с электромагнитной энергией. Однако на оптических частотах и в случае сверхпроводника это уже не так. Например, для достаточно тонких сверхпроводящих проволок и наноантенн кинетическая индуктивность может давать заметный или даже определяющий вклад в индуктивность .

## Проводники и сверхпроводники
Кинетическую индуктивность проволоки можно получить, приравнивая кинетическую энергию электрона и эквивалентую индуктивную энергию:
{\displaystyle ({\frac {1}{2}})(mv^{2})(n_{s}lA)={\frac {1}{2}}L_{K}I^{2}} ,
что даёт
{\displaystyle L_{K}={\frac {ml}{n_{s}e^{2}A}}} ,
где A и l — площадь поперечного сечения проволоки и её длина, ns — концентрация зарядов (электронов), m и e — масса и заряд электрона. Эта формула справедлива для случая, когда диаметр проволоки значительно меньше глубины проникновения, то есть для проводящих нанопроволок диаметром ~10 нм.
Кинетическую индуктивность сверхпроводника можно получить с учётом того, что носителями заряда в этом случае являются куперовские пары с величиной заряда {\displaystyle q=2e}. Поэтому для сверхпроводников кинетическая индуктивность определяется выражением:
{\displaystyle L_{K}={\frac {ml}{2n_{s}e^{2}A}}}.
Так как концентрация {\displaystyle n_{s}}  куперовских пар зависит от температуры (T), то в рамках теории Гинзбурга — Ландау кинетическая индуктивность будет зависеть от температуры LK(T)=LK(0)(1-T/Tc)−1, где Tc — критическая температура перехода в нормальное состояние.

## Двумерный электронный газ
Проводимость двумерного электронного газа при частоте ω в модели Друде записывается в виде
{\displaystyle \sigma ={\frac {\sigma _{0}}{1+j\omega \tau }},}
где j — мнимая единица, {\displaystyle \sigma _{0}=ne\mu } — низкочастотная проводимость, τ — время релаксации по импульсам, n — концентрация ДЭГ, e — элементарный электрический заряд, μ — подвижность носителей тока.
При рассмотрении импеданса ДЭГ с шириной W и длиной L
{\displaystyle Z={\frac {L}{W\sigma }}=R+j\omega L_{K}.}
Коэффициент в мнимой части импеданса при частоте называют кинетической индуктивностью, по аналогии с магнитной частью, которая также входит в виде множителя к частоте. Кинетическая индуктивность для ДЭГ равна
{\displaystyle L_{K}={\frac {\tau }{\sigma _{0}}}{\frac {L}{W}}={\frac {m^{*}}{ne^{2}}}{\frac {L}{W}}}
и зависит от концентрации и эффективной массы (m*) носителей. Здесь предполагается, что μ=eτ/m*. Эта часть индуктивности соединена последовательно с геометрической индуктивностью, поэтому при достаточно малой концентрации электронов может превышать последнюю. Эквивалентная схема полевого транзистора при высоких частотах представленная в виде передающей линии с потерями должна учитывать именно эту часть индуктивности, что было продемонстрировано в эксперименте на высокоподвижных ДЭГ.